# Saccharin
Natri saccharin (benzoic sulfimide) là chất làm ngọt nhân tạo không có chứa năng lượng . Nó ngọt gấp 300-400 lần so với sucrose nhưng có cảm giác vị đắng hoặc vị kim loại sau khi dùng, đặc biệt là ở nồng độ cao. Saccharin được sử dụng để làm ngọt các sản phẩm như đồ uống, kẹo, bánh quy và thuốc.

## Lịch sử
Câu chuyện về sự ra đời của saccharin được bắt đầu vào năm 1877, khi đó, Constantin Fahlberg, một nhà hóa học người Nga chuyên nghiên cứu về đường đã được một công ty nhập khẩu đường ở thành phố Baltimore của Mỹ thuê sang làm nhiệm vụ kiểm nghiệm độ tinh khiết của đường. Vào một buổi tối tháng 6 năm 1878, sau một ngày làm việc ở phòng thí nghiệm, Fahlberg ngồi vào bàn ăn và nhặt một ổ bánh mỳ với bàn tay chưa kịp rửa sạch, khi ăn ông đã nhận thấy có một vị ngọt rất mạnh dính trên bánh. Để truy tìm nguồn gốc của vị ngọt, Fahlberg đã ngay lập tức quay lại phòng thí nghiệm và thử nếm tất cả mọi đồ vật đã tham gia vào công việc trong ngày của mình, bao gồm các lọ, cốc và đĩa được ông dùng để thí nghiệm. Cuối cùng, ông đã phát hiện ra chất ngọt này bắt nguồn từ một chiếc bình đun quá sôi, trong đó có chứa benzoic sunfimit, được tạo ra từ phản ứng của axit o-sunfobenzoic với phosphor pentaclorua và amonia.

## Tính chất
Đường hoá học này ở dạng tinh thể không màu, nhiệt độ nóng chảy khoảng từ 224 – 226 °C. Là chất tan trong nước với tỷ lệ 1/250 (ít tan) nhưng muối natri của saccharin là chất dễ tan trong nước.
Đường hoá học Saccharin ngọt hơn đường thường khoảng từ 200 đến 600  lần.

## Khuyến cáo
Đây không phải là chất dinh dưỡng, vì cơ thể không đồng hoá được.
Liều dùng khuyến cáo 
Tuy cũng đã có nhiều nghiên cứu chứng minh saccharin là an toàn tới sức khỏe, nhưng để đảm bảo sức khỏe đối với người tiêu dùng các nhà chức trách cũng đã đưa ra liều dùng khuyến cáo. Theo FDA thì liều dùng cho phép mỗi ngày (ADI) là 5 mg/kg thể trọng còn theo WHO là 0–15 mg/ kg thể trọng. Tức là, với một người có cân nặng là 50 kg thì lượng saccharin tối đa được đưa vào cơ thể là 50 kg x15mg/kg = 750 mg/ ngày. Tốt nhất là chỉ dùng lượng đường hóa học ở mức 30% ADI tức là chỉ khoảng 250 mg/ngày.

## Sử dụng
Saccharin (E954i) là một phụ gia tạo ngọt nhân tạo, còn được gọi với tên khác là đường không sinh năng lượng; độ ngọt của saccharin cao hơn đường saccharose 300 lần nhưng ở nồng độ cao saccharin có dư vị của kim loại.
Saccharin được sử dụng để làm ngọt các sản phẩm như đồ uống giải khát, kẹo, bánh bích quy, thuốc chữa bệnh, kem đánh răng…
Cũng như nhiều chất ngọt thay thế khác saccharin không bị hấp thu bởi hệ tiêu hóa, không gây ảnh hưởng tới hàm lượng insulin trong máu, không tạo năng lượng. Vì vậy saccharin được xếp vào nhóm chất ngọt không calo, còn được sử dụng trong cả những sản phẩm mỹ phẩm, vitamin và dược phẩm.
Trên thị trường saccharin xuất hiện với những tên thương mại như: Sweet’n Low, Sugar Twin, Sweet Magic, Zero-Cal. Nhiều năm sau khi saccharin được tổng hợp và ứng dụng trong sản xuất như một chất ngọt thay thế duy nhất lúc đó, thì đến năm 1977 một nghiên cứu của Canada cho biết saccharin gây ung thư bàng quang ở chuột đã gây hoang mang lớn cho người tiêu dùng. Khi đó FDA cũng đã phát lệnh cấm sử dụng saccharin trong thực phẩm và dược phẩm, nhưng do vào thời điểm đó saccharin là chất ngọt nhân tạo duy nhất và nhiều người vẫn muốn sử dụng những sản phẩm thực phẩm có chứa nó đặc biệt là những bệnh nhân tiểu đường. Trước những sức ép của người dân và cả nhà sản xuất Quốc hội Mỹ đã buộc phải cho sử dụng nhưng yêu cầu trên nhãn sản phẩm ghi rõ sản phẩm có chứa saccharin có nguy cơ gây nguy hiểm cho sức khỏe.
Sau đó, đã có hơn 30 nghiên cứu chứng minh saccharin hoàn toàn an toàn trên người. Đến cuối năm 2000 FDA đã chính thức loại bỏ saccharin ra khỏi danh mục những chất gây ung thư và cho phép gỡ bỏ những cảnh báo trên. Nhưng các chuyên gia cũng cảnh báo tới khả năng gây dị ứng sunfonamid ở những người sử dụng thuốc sulfa. Triệu chứng với dị ứng này là đau đầu, khó thở, phát ban, tiêu chảy. Saccharin được tìm thấy trong sữa công thức còn có nguy cơ gây rối loạn chức năng cơ. Với những đối tượng như phụ nữ có thai, trẻ nhỏ và đặc biệt là trẻ sơ sinh không nên sử dụng sản phẩm chứa saccharin.